# Borsczowia
Borsczowia é um género botânico pertencente à família Amaranthaceae.

## Espécies
- Borsczowia aralocaspica